# Бабурка
Бабу́рка (фонетический вариант Бобу́рка) — русское уменьшительное прозвищное имя. Первое письменное упоминание зафиксировано в 1592 году.

## Происхождение
Бабурка — уменьшительное имя к русскому прозвищному имени Бабу́ра.
Глагол бабурить и существительное бабура имеют в различных диалектах русского языка много значений. Единого мнения, какое значение слова стало основой прозвища Бабура, не существует. Версии происхождения прозвища сводятся к следующим:
- от бабурить — говорить[2];
- от бабура — ласкательное к бабушка[2][3];
- от бабура — мотылёк[3][4];
- от бабура — кость для игры в бабки[3];
- от бабура — рыба подкаменщик[3];
- от бабурка — зольник, загнёт в русской печи, куда отгребают жар[4][5].

## Выявленные носители имени
- Иван Бабурка — минский бурмистр, упоминается в 1592 году[1].

## Патронимные фамилии
От имени Бабурка посредством суффиксов -ин и -ов произошли две равноправные патронимные фамилии — Бабуркин и Бабурков. Аналогичным образом от фонетического варианта имени Бобурка произошли фамилии Бобуркин и Бобурков.

## Населённые пункты
От имени Бабурка напрямую или опосредованно — через фамилию Бабуркин — произошло название населённых пунктов Бабуркино.